# China Open 1992
Die China Open 1992 im Badminton fanden vom 28. Oktober bis zum 1. November 1992 in Shanghai statt. Das Preisgeld betrug 120.000 Dollar, was dem Turnier zu einem Vier-Sterne-Status im Grand Prix verhalf.

## Sieger und Platzierte
| Disziplin    | Gold                           | Silber                   | Bronze                        |
| ------------ | ------------------------------ | ------------------------ | ----------------------------- |
| Herreneinzel | Hermawan Susanto               | Wu Wenkai                | Ardy Wiranata                 |
| Herreneinzel | Hermawan Susanto               | Wu Wenkai                | Heryanto Arbi                 |
| Dameneinzel  | Yao Yan                        | Shen Lianfeng            | Hu Ning                       |
| Dameneinzel  | Yao Yan                        | Shen Lianfeng            | Ye Zhaoying                   |
| Herrendoppel | Ricky Subagja Rexy Mainaky     | Jalani Sidek Razif Sidek | Imay Hendra Bagus Setiadi     |
| Herrendoppel | Ricky Subagja Rexy Mainaky     | Jalani Sidek Razif Sidek | Huang Zhanzhong Zheng Yumin   |
| Damendoppel  | Lin Yanfen Yao Fen             | Pan Li Wu Yuhong         | Chen Ying Sheng Wenqing       |
| Damendoppel  | Lin Yanfen Yao Fen             | Pan Li Wu Yuhong         | Nong Qunhua Zhou Lei          |
| Mixed        | Aryono Miranat Eliza Nathanael | Chen Xingdong Sun Man    | Liu Di Tatiana Gerassimovitch |
| Mixed        | Aryono Miranat Eliza Nathanael | Chen Xingdong Sun Man    | Li Jian Grace Peng Yun        |

## Finalresultate
| Disziplin    | Sieger                         | Finalist                 | Ergebnis          |
| ------------ | ------------------------------ | ------------------------ | ----------------- |
| Herreneinzel | Hermawan Susanto               | Wu Wenkai                | 18-13, 15-9       |
| Dameneinzel  | Yao Yan                        | Shen Lianfeng            | 11-7, 11-8        |
| Herrendoppel | Ricky Subagja Rexy Mainaky     | Razif Sidek Jalani Sidek | 17-15, 15-11      |
| Damendoppel  | Yao Fen Lin Yanfen             | Wu Yuhong Pan Li         | 17-14,15-4        |
| Mixed        | Aryono Miranat Eliza Nathanael | Chen Xingdong Sun Man    | 15-8, 9-15, 17-16 |